# Jan Kowalewski

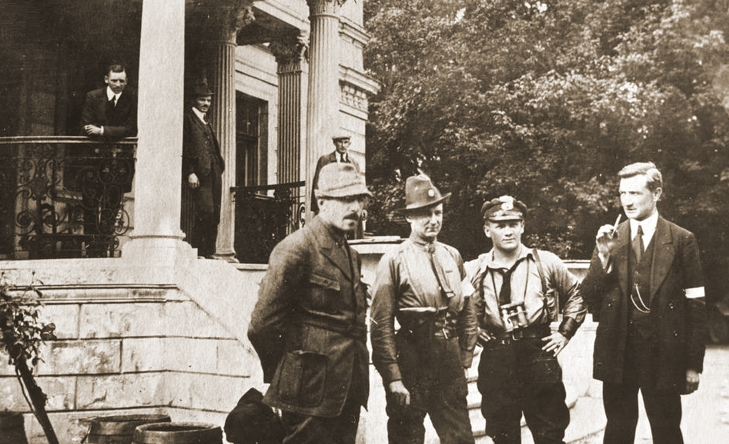
Grupa oficerów polskich podczas III powstania śląskiego przed pałacem w Slawentzitz (Sławięcice). Na pierwszym planie stoją od prawej: kapitan Leon Bulowski, kapitan Robert Oszek (2. z prawej), kapitan Jan Chodźko, porucznik Jan Kowalewski

Jan Kowalewski (ur. 24 października 1892 w Łodzi, zm. 31 października 1965 w Londynie) – podpułkownik dyplomowany piechoty Wojska Polskiego, matematyk, poliglota i kryptolog, który złamał sowieckie szyfry w czasie wojny z bolszewikami, oficer Oddziału II Sztabu Głównego, kawaler Orderu Virtuti Militari.

## Życiorys
Urodził się 24 października 1892. Syn Józefa i Zdzisławy z Kowalskich. Ukończył Szkołę Handlową Zgromadzenia Kupców w Łodzi. W latach 1909–1912 studiował na Uniwersytecie w Liège, otrzymując półdyplom z chemii technicznej. Po studiach wrócił do Łodzi, a praktyki zawodowe odbywał w fabrykach chemicznych w Zgierzu. Jeszcze przed wybuchem wojny został zatrudniony na stanowisku inżyniera w Białej Cerkwi na Ukrainie.
Znał kilka języków obcych: niemiecki, francuski i rosyjski.
Po wybuchu I wojny światowej zmobilizowany do armii rosyjskiej i skierowany do szkoły oficerskiej w Kijowie. Po ukończeniu szkoły w stopniu chorążego przydzielony do zapasowego pułku w Teodozji. Uczestniczył w walkach na froncie rumuńskim, w Bukowinie i Mołdawii, gdzie został ranny. W 1917 awansował na stopień podporucznika.

### 20-lecie międzywojenne
Po rewolucji lutowej i upadku caratu działał w Związku Wojskowych Polaków. W 1917 był komisarzem frontu rumuńskiego, a następnie oficerem operacyjnym sztabu II Korpusu Polskiego w Besarabii. Pod Kaniowem dostał się do niewoli niemieckiej, z której zbiegł i za pośrednictwem ppłk. Michała Żymierskiego trafił do Polskiej Organizacji Wojskowej. Po sformowaniu na Kubaniu 4 Dywizji Strzelców Polskich gen. Lucjana Żeligowskiego w stopniu porucznika został w niej szefem wywiadu. Wraz z oddziałami dywizji powrócił do niepodległej już Polski w maju 1919. W czerwcu 1919 roku został oficerem do zleceń gen. Józefa Hallera, służąc jako szef wywiadu jego armii na Wołyniu i Podolu.
Po powrocie do kraju jako kryptoanalityk, obdarzony uzdolnieniami matematycznymi i wyobraźnią został organizatorem i naczelnikiem Wydziału II Radiowywiadu Biura Szyfrów Oddziału II Sztabu Generalnego Naczelnego Dowództwa w latach 1919–1924. Powierzono mu utworzenie komórki kryptoanalizy w Sztabie Generalnym. Rozbudował całą sieć stacji nasłuchowych połączonych ze Sztabem Generalnym za pomocą dalekopisów Hughesa. W komórce tej zatrudnił profesorów – wybitnych przedstawicieli polskiej szkoły matematycznej, profesorów Uniwersytetu Warszawskiego i Uniwersytetu Lwowskiego: Stanisława Leśniewskiego, Stefana Mazurkiewicza (późniejszego prorektora Uniwersytetu Warszawskiego), znającego świetnie język rosyjski Wacława Sierpińskiego i młodych asystentów matematyki. 1 czerwca 1919 został mianowany kapitanem.
Urodzony w zaborze rosyjskim, pobierał we wczesnych latach szkolnych naukę w rosyjskiej szkole, co oprócz znajomości języka dawało mu wiedzę o mentalności Rosjan, a jako były oficer rosyjskich wojsk inżynieryjnych, którym podporządkowane były jednostki łączności, znał ich praktykę, co stało się atutem przy dekryptażu radiogramów rosyjskich.
Na początku sierpnia 1919 roku Jan Kowalewski rozpoczął pracę w Sekcji Szyfrów (najbardziej utajnionej sekcji Oddziału II Sztabu Generalnego), zajmującej się nasłuchem zagranicznych depesz. Odpowiedzialny był tam za segregowanie depesz. Pewnego dnia, zastępując urlopowanego kolegę, dla zabicia czasu podjął próbę rozszyfrowania treści zawartych w sowieckiej depeszy. Do poszukiwania powtarzających się sekwencji znaków posłużył się przesuwając wzdłuż linii tekstu grzebień z wyłamanymi zębami. O tym sposobie przeczytał w noweli Edgara Alana Poe Złoty żuk, gdzie główny bohater opowiadania złamał szyfr zastosowany przez pirackiego kapitana w celu ukrycia skarbu.
Na przełomie sierpnia i września 1919 Kowalewski złamał pierwsze klucze szyfrowe Armii Czerwonej, umożliwiające odczytanie korespondencji bolszewickiej z frontów wojny domowej na Ukrainie, w południowej Rosji i na Kaukazie. Złamał też szyfry Armii Ochotniczej i „białej” Floty Czarnomorskiej, a także szyfry Armii URL, co pozwalało śledzić wydarzenia na terenach Rosji od Syberii po Piotrogród i od Murmańska po Morze Czarne. Już w styczniu 1920 rozpoczął łamanie szyfrów niemieckich. Od sierpnia 1919 do końca 1920 polski wywiad radiowy przejął kilka tysięcy szyfrogramów (głównie Armii Czerwonej), z czego w okresie letnich miesięcy 1920 ich liczba kształtowała się na poziomie 400–500 miesięcznie.
Rezultaty jego pracy dawały władzom Rzeczypospolitej – przede wszystkim Naczelnikowi Państwa i Wodzowi Naczelnemu Józefowi Piłsudskiemu wgląd w najtajniejsze decyzje wszystkich stron konfliktu wojny domowej w Rosji: wojsk białej i czerwonej Rosji, wojsk ZURL i Ukraińskiej Republiki Ludowej, a także innych państw sąsiadujących z Polską. W czasie Bitwy Warszawskiej w sierpniu 1920 informacje polskiego radiowywiadu zorganizowanego przez Kowalewskiego miały bezwzględnie rozstrzygający wpływ na decyzje strategiczne Józefa Piłsudskiego i w konsekwencji na rozmiar zwycięstwa Wojska Polskiego nad nacierającą na Warszawę Armią Czerwoną. Za swe zasługi Jan Kowalewski otrzymał w r. 1922 Krzyż Srebrny Orderu Virtuti Militari.
Po zakończeniu wojny polsko-bolszewickiej został najpierw wysłany na Wileńszczyznę, a potem od 10 lutego 1921 oddelegowany na Górny Śląsk (podobnie jak wielu innych oficerów Oddziału II SG WP m.in. por. Edmund Charaszkiewicz). Był szefem wywiadu sztabu wojsk powstańczych w III powstaniu śląskim.
Jeszcze w 1922 roku na prośbę płk. Masataki Yamawakiego Kowalewski rozszyfrował szereg depesz sowieckich przejętych przez Japończyków w Mandżurii. W 1923 na prośbę japońskiego sztabu gen. Władysław Sikorski wysłał go do Tokio, gdzie poprowadził trzymiesięczne szkolenie z zakresu kryptografii dla oficerów japońskiego wywiadu. W niedługim czasie musiał przekazać japońskim adeptom sztuki wywiadu sposoby odczytywania różnych szyfrów sowieckich. Omawiano wszelkie sposoby ich szyfrowania i rozszyfrowywania, struktury szyfrów dyplomatycznych i wywiadowczych itd. Dzięki wizycie polskiego kapitana, poziom japońskiej kryptografii znacznie się podniósł. Został za to uhonorowany najwyższym wojskowym odznaczeniem Japonii – Orderem Wschodzącego Słońca V Klasy oraz pamiątkową szablą.
Z dniem 20 lipca 1924 został przeniesiony z 60 pułku piechoty w Ostrowie Wielkopolskim do 74 pułku piechoty w Lublińcu na stanowisko dowódcy III batalionu. Odbył staże: artyleryjski w Toruniu, obserwatorów lotniczych oraz łączności. W latach 1925–1927 był słuchaczem paryskiej Wyższej Szkoły Wojennej (fr. École Supérieure de Guerre).
W latach 1928–1933 attaché wojskowy przy Poselstwie RP w Moskwie. Najprawdopodobniej ze względu na pobyt w Japonii władze ZSRR przez miesiąc odmawiały wydania agrément na jego przyjazd. Fenomenalna pamięć wzrokowa umożliwiała mu m.in. wobec zakazu fotografowania, sporządzanie post factum szczegółowych rysunków sprzętu wojskowego prezentowanego na defiladach Armii Czerwonej. Uznany przez ZSRR w lutym 1933 za persona non grata musiał opuścić placówkę. W kwietniu 1933 został przeniesiony na analogiczne stanowisko w Bukareszcie, gdzie pełnił służbę w latach 1933–1937. W trakcie pobytu nawiązał szerokie kontakty, m.in. z królem Karolem II.
Na początku 1937 został szefem sztabu Obozu Zjednoczenia Narodowego (OZN). Stanowiskiem zajętym na konferencji prasowej OZN 21 kwietnia 1937 wprowadził faktycznie paragraf aryjski w szeregach tej formacji. Prawdopodobnie wiosną 1937 na życzenie Adama Koca i Bogusława Miedzińskiego, a dzięki pośrednictwu Zdzisława Michalskiego, docenta Uniwersytetu Józefa Piłsudskiego, odbył spotkanie z przywódcą Falangi Bolesławem Piaseckim. Zaproponował mu wejście do komitetu międzyorganizacyjnego tworzonego wówczas przez OZN Związku Młodej Polski, ale gdy Piasecki zażądał kierownictwa ZMP, zerwał z nim rozmowy. Wyjeżdżając do Bukaresztu przekazał Kocowi kontakt do Piaseckiego, po powrocie był zaskoczony przekazaniem przez Koca Falandze naczelnej roli w ZMP. Mając bliższe związki z konkurencyjnym wobec Falangi Obozem Narodowo-Radykalnym ABC, próbował zdominować Piaseckiego, któremu nie ufał, pokazem siły podczas Święta Żołnierza i inspirując w październiku porozumienie między OZN a środowiskiem Związku Naprawy Rzeczypospolitej, ale w rezultacie został 24 października 1937 odwołany i zastąpiony przez Zygmunta Wendę. Według innej wersji opuścił stanowisko w związku ze sprzeciwem kierownictwa Obozu wobec próby pozyskania do współpracy Mieczysława Niedziałkowskiego z PPS oraz Macieja Rataja ze Stronnictwa Ludowego. Odwołanie nastąpiło w przeddzień planowanego na 25/26 października 1937 przez Koca na bazie Falangi zamachu stanu (połączonego z czystką wewnątrz obozu piłsudczykowskiego, nieudowodnionego i udaremnionego według Karola Popiela dzięki kampanii Hermana Liebermana w prasie francuskiej), w którym Wenda miał odegrać czołową rolę. Według Henryka Grubera Koc skarżył się na nielojalność i złą wolę Kowalewskiego.
Krótko przed 10 października 1937 Kowalewski udzielił wywiadu nazistowskiemu pismu „Völkischer Beobachter”, w którym zadeklarował dążenie OZN do „wewnętrznej stabilizacji” (jako czynnika brakującego do stworzenia „strategicznego potencjału Polski”) poprzez zdobycie „duszy polskiego ludu” metodą „podatnej demokracji”, a także oświadczył: „dla nas istnieje w wartościowaniu ludności Polski tylko jedno rozróżnienie: chrześcijanie i nie-chrześcijanie”, co niemiecki dziennikarz odczytał jako zakamuflowaną formę ideologii aryjskiej.
Po odejściu z OZN Kowalewski był dyrektorem przedsiębiorstwa skupu surowców strategicznych TISSA (Towarzystwo Importu Surowców Spółka Akcyjna) związanego z Oddziałem II Sztabu Głównego.

### II wojna światowa
We wrześniu 1939, po ewakuacji do Rumunii, ppłk Kowalewski kierował bukareszteńskim komitetem ds. pomocy polskim uchodźcom i był jego działaczem. W listopadzie 1939 złożył na ręce niemieckiego posła w Bukareszcie Wilhelma Fabriciusa prośbę o umożliwienie mu powrotu do okupowanej Polski, która spotkała się ze sprzeciwem Głównego Urzędu Bezpieczeństwa Rzeszy (RSHA) i została rozpatrzona odmownie.
W styczniu 1940 wyjechał do Francji. W Paryżu, na zlecenie generała Sikorskiego, współtworzył plan skierowanej przeciw Niemcom alianckiej ofensywy na Bałkanach.
Przed upadkiem Francji w czerwcu 1940 ewakuował się z Paryża i przez Hiszpanię dotarł do Portugalii, gdzie został członkiem komitetu ds. uchodźców, najpierw w Figueira da Foz, a następnie w Lizbonie.
24 lipca 1940, kilka dni po nieudanej próbie usunięcia premiera Władysława Sikorskiego przez prezydenta Władysława Raczkiewicza, zainicjował memorandum w sprawie współpracy polsko-niemieckiej, które obok niego podpisała w Lizbonie grupa nastawionych proautorytarnie i antysowiecko przeciwników rządu Sikorskiego: Tadeusz Bielecki, Stanisław Cat-Mackiewicz, Ignacy Matuszewski, Emeryk Hutten-Czapski, Jerzy Kurcyusz, Stanisław Strzetelski i Jerzy Zdziechowski, a poparł także Jan Szembek. Kowalewski postulował utworzenie we Włoszech „ośrodka studiów”, który zająłby się opracowaniem programu odbudowy państwowości polskiej w formule dostosowanej do nowego nazistowskiego porządku europejskiego, motywując to koniecznością przeciwdziałania spodziewanemu wobec „szczególnie trudnego położenia” Polaków „rozwojowi idei komunistycznych i proradzieckich w narodzie polskim”. Oferował włączenie do współpracy na rzecz „rozwiązania kwestii polskiej” polityków w kraju i na uchodźstwie. Zredagowane w języku francuskim pismo zostało wręczone posłowi włoskiemu w Lizbonie Renato Bova Scoppie z prośbą o przekazanie go posłowi niemieckiemu Oswaldowi von Hoyningen-Huenemu, który przesłał otrzymaną kopię przełożonym w Ministerstwie Spraw Zagranicznych w Berlinie. Choć były radca ambasady niemieckiej w Warszawie Rudolf von Scheliha wystawił Kowalewskiemu opinię „jednego z najbardziej nieubłaganych przeciwników bolszewizmu”, kierownik wydziału politycznego niemieckiego MSZ Emil von Rintelen uzyskał ponownie negatywną odpowiedź RSHA w sprawie zezwolenia na powrót Kowalewskiego do kraju, po czym minister Joachim von Ribbentrop nakazał pozostawienie inicjatywy bez odpowiedzi. Memorandum nie przedostało się do opinii publicznej. W ocenie Bernarda Wiadernego była to najpoważniejsza próba polskiej kolaboracji z III Rzeszą.
Przebywając w Portugalii Kowalewski działał w założonym z jego inicjatywy w listopadzie 1940 r. międzysojuszniczym komitecie ds. uchodźców. Uzyskał od gen. Sikorskiego anulowanie rozkazu wzywającego do Londynu, a z dniem 15 stycznia 1941 r. mianowano go kierownikiem podlegającej Ministerstwu Spraw Wewnętrznych RP Placówki Łączności z Kontynentem oraz centrali informacyjnej z krajów kontynentu z siedzibą w Lizbonie. W zamierzeniu ministra Stanisława Kota kierowana przez ppłk. Kowalewskiego lizbońska placówka miała być centralą, dostarczającą informacji z całej Europy Zachodniej. Było to przedstawicielstwo Akcji Kontynentalnej, powstałej przede wszystkim na bazie koncepcji Kota, z zasadniczym wpływem Kowalewskiego oraz Jana Libracha. W listopadzie 1940 napisali bowiem memoriały na temat konieczności zorganizowania oporu pod niemiecką dominacją, zarówno pod względem politycznym, jak i militarnym. Zadaniem Akcji było zorganizowanie na obszarze całego świata podziemnej walki z wrogiem wszystkimi sposobami (prócz otwartej akcji zbrojnej), zbieranie informacji politycznych i gospodarczych o działalności państw Osi i jej satelitów, akcja propagandowa skierowana przeciwko koalicji hitlerowskiej, wszelkie formy dywersji politycznej, dążenie do skupienia wszystkich sił polskiego wychodźstwa do walki z wrogiem pod kierownictwem rządu RP, walka z wpływami politycznymi nieprzyjaciela na terenie polskich skupisk oraz organizowanie ruchów strajkowych i sabotażu w warsztatach pracy.
Placówka lizbońska stała się, obok działalności organizacji we Francji, niewątpliwie najważniejszym ogniwem polskiej Akcji Kontynentalnej. Misja kierowana przez ppłk. Kowalewskiego była zresztą oceniana przez polski MSW lepiej od placówki francuskiej. Akcja Kontynentalna na terenie Francji i Belgii posiadała jednakże zupełnie odmienny i wyjątkowy charakter, ponieważ planowano tam udział polskich skupisk emigracyjnych w operacjach wojskowych (wywiad, dywersja i sabotaż w czasie okupacji, tworzenie polskich jednostek wojskowych podczas wyzwalania kontynentu). Placówkę w stolicy Portugalii traktowano jako centralny i węzłowy punkt organizacji kontynentalnej. W ramach Akcji Kontynentalnej Jan Kowalewski kierował rozległymi operacjami wywiadowczymi na terenie całej Europy, prowadził tajne rokowania z przedstawicielami Węgier, Rumunii i Włoch (operacja Trójnóg) w sprawie wystąpienia tych krajów z wojny. Elementem tej akcji był warunek niepodejmowania współdziałania z Niemcami w zbrodniach przeciw ludzkości, przede wszystkim w masowej eksterminacji Żydów i osób żydowskiego pochodzenia. Obejmowało to także zalecenie niedopuszczania do wysyłania sił wojskowych na front wschodni, zaprzestanie dostaw dla Niemców oraz pomoc dla uchodźców polskich i tolerowanie wywiadu alianckiego na terenie Włoch, Węgier i Rumunii. W dialogu w ramach akcji Trójnóg uczestniczył czynnie również przebywający w Lizbonie były wiceminister Spraw Zagranicznych RP Jan Szembek. Placówka w Lizbonie prowadziła także rozmowy z niemiecką opozycją antyhitlerowską (przedstawiciele admirała Wilhelma Canarisa, jak Erwin Lahousen, gen. von Falkenhausena i in.).
Ostatecznie o braku sukcesu zakrojonej na szeroką skalę akcji Kowalewskiego i Szembeka zadecydowało alianckie żądanie bezwarunkowej kapitulacji tych państw (ogłoszone przez Roosevelta i Churchilla na konferencji w Casablance i rozciągnięte później na kraje sojusznicze III Rzeszy). Rozstrzygające było jednak wycofanie się zachodnich aliantów z koncepcji inwazji Bałkanów, równoległe z decyzją o oddaniu Europy Środkowo-Wschodniej (w tym Polski) w sowiecką strefę wpływów. Nastąpiło to ostatecznie pod naciskiem Stalina na przełomie listopada i grudnia 1943 na konferencji w Teheranie.
Formuła bezwarunkowej kapitulacji zastosowana wobec satelitów Niemiec (z wyjątkiem Włoch) była krótkowzroczna. Zachodni alianci nie mieli koncepcji miejsca tych krajów w walce przeciw III Rzeszy. Elastyczność wobec Włoch, Rumunii, Węgier, Bułgarii i Finlandii mogła skrócić wojnę i nie dopuścić do trwającej następne pięćdziesiąt lat dominacji ZSRR i narzucenia siłą ustroju komunistycznego okupowanej przez Armię Czerwoną wschodniej połowie kontynentu. Nie wykorzystano tych możliwości zupełnie, co skazało misję Kowalewskiego na niepowodzenie – pomimo najdalej idącej gotowości kół rządowych Włoch, Węgier i Rumunii do współpracy z aliantami zachodnimi przeciwko III Rzeszy. Należy nadmienić rozstrzygające w tej kwestii stanowisko Roosevelta, który w Teheranie poparł Stalina, wbrew stanowisku Churchilla, do końca walczącego o inwazję aliancką na Bałkanach.
Jan Kowalewski został odwołany z placówki 20 marca 1944 roku (w dzień po wkroczeniu Wehrmachtu na Węgry) na kategoryczne żądanie Stalina (określone imiennie co do jego osoby) przedstawione w grudniu 1943 r. Churchillowi na konferencji w Teheranie. Fakt ten dowodzi, jak istotną przeszkodę w stalinowskich planach sowietyzacji Europy Środkowo-Wschodniej stanowiły polskie działania dyplomatyczno-wywiadowcze na Bałkanach i jaką rangę sowiecki dyktator przywiązywał do ich storpedowania.

### Okres powojenny
Po wojnie Kowalewski pozostał na emigracji w Londynie.
W latach 1944–1954 wydawał wraz z Judith Listowel tygodniowy biuletyn informacyjny „East Europe” (1950–1953 jako „East Europe and Soviet Russia”, 1954 jako „Soviet Orbit”; łącznie 493 numerów), do którego napisał pod różnymi pseudonimami 80% artykułów. Propagandowy charakter publikacji, która alarmowała zachodnioeuropejskich odbiorców o wydarzeniach za żelazną kurtyną, ściągnął na nią zarzut zdrady polskich interesów przez współpracę z obcym wywiadem ze strony francuskiego komunisty Renauda de Jouvenela w jego książce Międzynarodówka zdrajców (L’Internationale des traîtres, 1948; wyd. polskie 1950). W 1952 Kowalewski wspólnie z Georgim M. Dymitrowem (założycielem Zielonej Międzynarodówki) i Nicolae Dianu (byłym konsulem Rumunii w ZSRR) wytoczył Jouvenelowi proces przed sądem w Paryżu.
Współpracował z Radiem Wolna Europa.
Do końca życia zachował przenikliwość umysłu, m.in. dwa lata przed śmiercią rozszyfrował szyfr, którym posługiwał się Romuald Traugutt podczas powstania styczniowego. Przyczyną śmierci Jana Kowalewskiego była choroba nowotworowa.

## Upamiętnienie

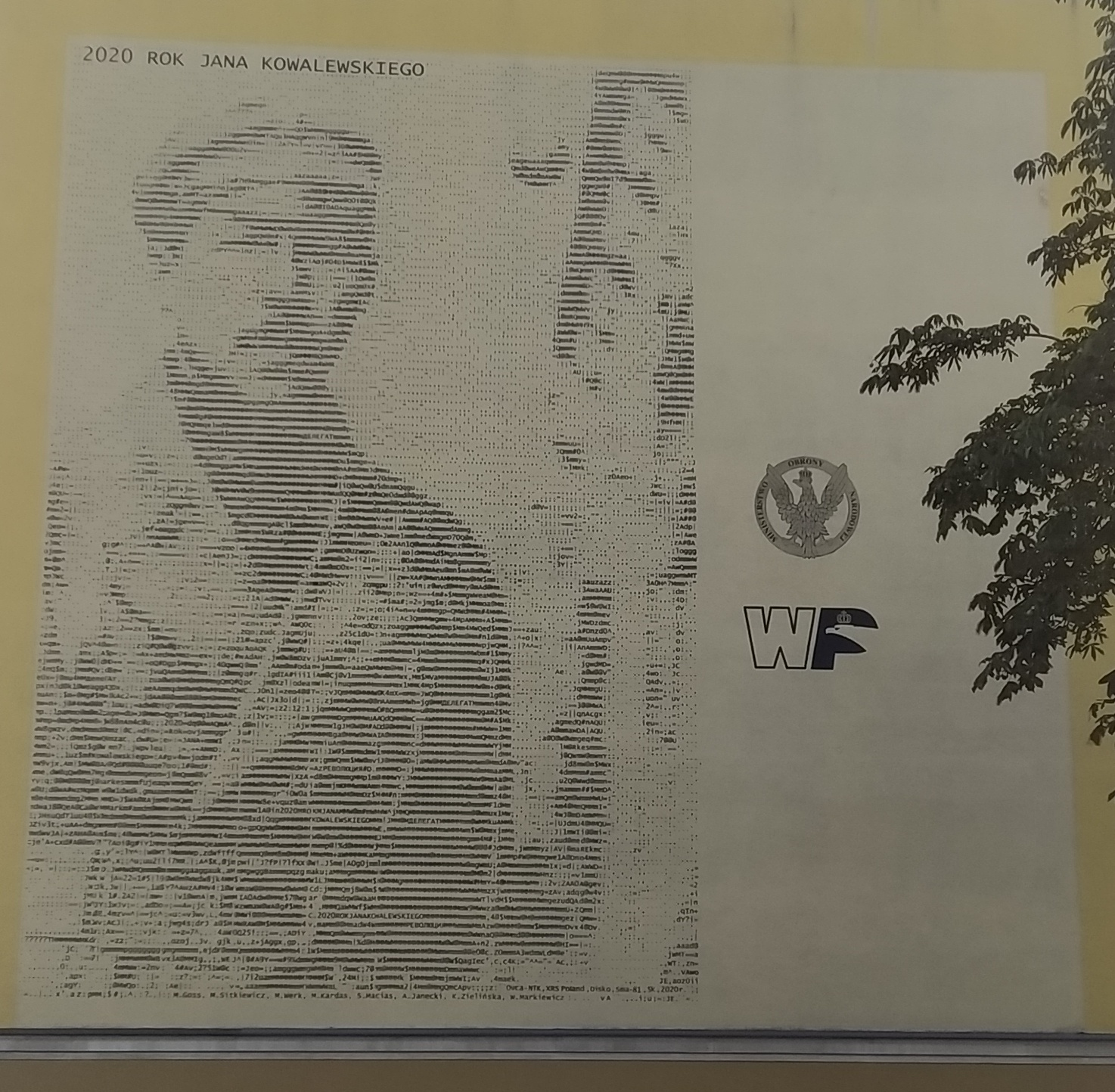
Mural poświęcony osobie Jana Kowalewskiego, Łódź ul. Nawrot 7

Współpracowniczka Kowalewskiego z „East Europe and Soviet Russia”, węgierska hrabina Judith Listowel, poświęciła jego działalności biografię zatytułowaną Rycerz tajnego frontu (Crusader in the Secret War, 1952), w której wywiadowca występuje pod fikcyjnym nazwiskiem Peter Nart.
Pamięci płk. Kowalewskiego dedykowana jest książka Geography of the U.S.S.R. brytyjskiego geografa Johna Petera Cole’a.
Od 15 stycznia 2012 imię podpułkownika Jana Kowalewskiego nosi 1 Grójecki Ośrodek Radioelektroniczny w Grójcu.
Postanowieniem z 4 lipca 2012 w uznaniu wybitnych zasług dla niepodległości Rzeczypospolitej Polskiej został pośmiertnie odznaczony Krzyżem Wielkim Orderu Odrodzenia Polski, który przekazano rodzinie w czasie uroczystości 15 sierpnia 2012 r.
23 października 2014 na domu przy ulicy Piotrkowskiej 132 w Łodzi, w którym mieszkał w latach szkolnych, odsłonięto poświęconą mu tablicę pamiątkową.
W 2018 roku powstał film opisujący postać Jana Kowalewskiego w świetle zwycięstwa Polski nad bolszewikami w 1920 roku. Film nosi tytuł Człowiek, który zatrzymał Rosję.
24 października 2018 w Lidzbarku Warmińskim odsłonięto obelisk upamiętniający Jana Kowalewskiego.
1 kwietnia 2019 władze Politechniki Gdańskiej oraz Muzeum II wojny światowej ustanowiły nagrodę im. Jana Kowalewskiego.
Uchwałą z 17 października 2019 Senat RP IX kadencji zdecydował o ustanowieniu roku 2020 Rokiem Jana Kowalewskiego. 14 sierpnia 2020 również Sejm uhonorował Kowalewskiego okolicznościową uchwałą.
30 czerwca 2020 Poczta Polska upamiętniła go na znaczku pocztowym.
Prezydent RP Andrzej Duda na wniosek Ministra Obrony Narodowej 22 września 2020 mianował go pośmiertnie na stopień generała brygady.
24 października 2020 na kamienicy przy ulicy Nawrot 7 w Łodzi odsłonięto mural z podobizną Kowalewskiego.
10 listopada 2021 Publicznej Szkole Podstawowej w Bikówku nadano imię gen. bryg. Jana Kowalewskiego.
W 2022 roku Instytut Pamięci Narodowej wydał zbiór studiów poświęconych Kowalewskiemu.
W 2024 roku historię Jana Kowalewskiego zaprezentowano w niekonwencjonalnej formie w Fabryce Aktywności Miejskiej w Łodzi. Jego losy jako bohatera wojny polsko-bolszewickiej przedstawiono za pomocą 12 komiksowych ilustracji.

## Awanse
- chorąży – 1 stycznia 1916 r.[7]
- podporucznik – 1917[7][5]
- porucznik – 15 lipca 1918 r.[8]
- kapitan – 1 czerwca 1919 r.[6]
- major – 31 marca 1924 r. ze starszeństwem z 1 lipca 1923 r.[12] i 71 lokatą w korpusie oficerów piechoty
- podpułkownik – ze starszeństwem z 1 stycznia 1931 r.[15] w korpusie oficerów piechoty
- pułkownik – nadany prawdopodobnie na emigracji[55]
- generał brygady – nadany pośmiertnie 22 września 2020[51]

## Ordery i odznaczenia
polskie
- Krzyż Srebrny Orderu Wojskowego Virtuti Militari nr 5247 (28 lutego 1922)[3]
- Krzyż Wielki Orderu Odrodzenia Polski (pośmiertnie, 4 lipca 2012)[40]
- Krzyż Niepodległości z Mieczami (17 marca 1932)[56][57][55]
- Krzyż Oficerski Orderu Odrodzenia Polski (1930)[58][55]
- Krzyż Walecznych (trzykrotnie[55]: po raz pierwszy w 1921[59])
- Złoty Krzyż Zasługi (18 marca 1933)[60]
- Śląski Krzyż Walecznych[55]
- Odznaka „Znak Pancerny”[61]

zagraniczne
- Order Wschodzącego Słońca V klasy (Japonia, 1926)[62][55]
- Krzyż Komandorski Orderu Korony Rumunii (Rumunia)[61][55]
- Krzyż Oficerski Orderu Korony Rumunii (Rumunia)[61][55]
- Order Palm Akademickich (Francja)[55]